# Rosa Posa Guinea
Rosa María Posa Guinea (Zaragoza, 30 de mayo de 1965), conocida como Rosa Posa, es una activista lesbiana, pedagoga y autora feminista española nacionalizada paraguaya. 
Posa destaca por su trabajo militante en la defensa de los derechos LGTIBQ+ en Paraguay y Latinoamérica desde la década de 1990, como integrante del Grupo de Acción Gay y Lésbico en Asunción. Desde sus inicios ha participado de diferentes iniciativas LGTBIQ+ y feministas como el grupo Aireana, participado de la Coordinación de Mujeres del Paraguay, y cofundó la organización Akãhatã, equipo de trabajo por sexualidades y géneros, de la cual fue codirectora hasta el año 2024. También ha sido autora de diferentes publicaciones sobre participación política de lesbianas y gays en Paraguay; memoria sobre la disidencia sexual en Paraguay, así como los informes de Derechos Humanos de la Coordinadora de Derechos Humanos del Paraguay.

## Biografía
Nació en Zaragoza, donde vivió sus primeros años, luego se trasladó a Francia para ser coordinadora educativa en el Centro de Información de los Derechos de las Mujeres (CIDFF por su sigla en francés) de la ciudad de Cahors durante 6 años. Posteriormente se trasladó a Sucre, Bolivia, para realizar una pasantía de 6 meses para UNICEF, en proyectos de alfabetización para mujeres. Luego se mudó a Paraguay en 1997 para trabajar en organizaciones sin fines de lucro y sociedad civil. Obtuvo la nacionalidad paraguaya en 2012.
Licenciada en Ciencias de la Educación por la Facultad de Filosofía y Ciencias de la Educación de la Universidad Nacional de Educación a Distancia, en Calatayud, en 1990. Realizó también un postgrado en Políticas Públicas y Género PRIGEPP (Programa Regional de Formación en Género y Políticas Públicas), en la Facultad Latinoamericana de Ciencias Sociales. 
Actualmente casada con la brasileña Ariane Celestino Meireles, coautora del libro Princesas Negras, investigadora, profesora, pionera de la danza Afrobrasileña en Espírito Santo, activista, feminista, lesbiana, antirracista del Movimiento Negro de Brasil, en Espírito Santo.

## Trayectoria
Su militancia LGBT inicia en el año 1999 con la organización Grupo de Acción Gay Lésbico de Paraguay, organización que ya no se encuentra operativa, sin embargo fue un referente al crear los primeros Informes de Derechos Humanos LGBTI y posteriormente en organizar la marcha del orgullo LGTBI desde 2004. 
Entre julio de 2011 y junio de 2012, fue asesora en Derechos Sexuales y Derechos Reproductivos, Raquel Escobar viceministra del Ministerio de Salud Pública y Bienestar Social. Participó de la redacción de la política pública sobre las Normas de Atención Humanizada post aborto, bajo la resolución ministerial n.º  146.
Fundó Aireana, grupo por el Derecho de las Lesbianas en el año 2003, junto con Carolina Robledo, Judith Grenno, Verónica Villalba entre otras feministas lesbianas reconocidas de Paraguay. Aireana es la primera organización paraguaya enfocada en la defensa de los derechos de las lesbianas.
Desde 2005 hasta 2011, fue coordinadora de los Institutos de Capacitación de Activistas LGBT en América Latina de la Comisión Internacional de Derechos Humanos para Gays y Lesbianas (IGLHRC), actualmente denominada Outs Rights International.
Fundó Akahata en el año 2011 junto con un equipo de activistas reconocidos de Argentina como Alejandra Sardá, Marcelo Ferreyra, Fernando D’Elio.

### Activismos

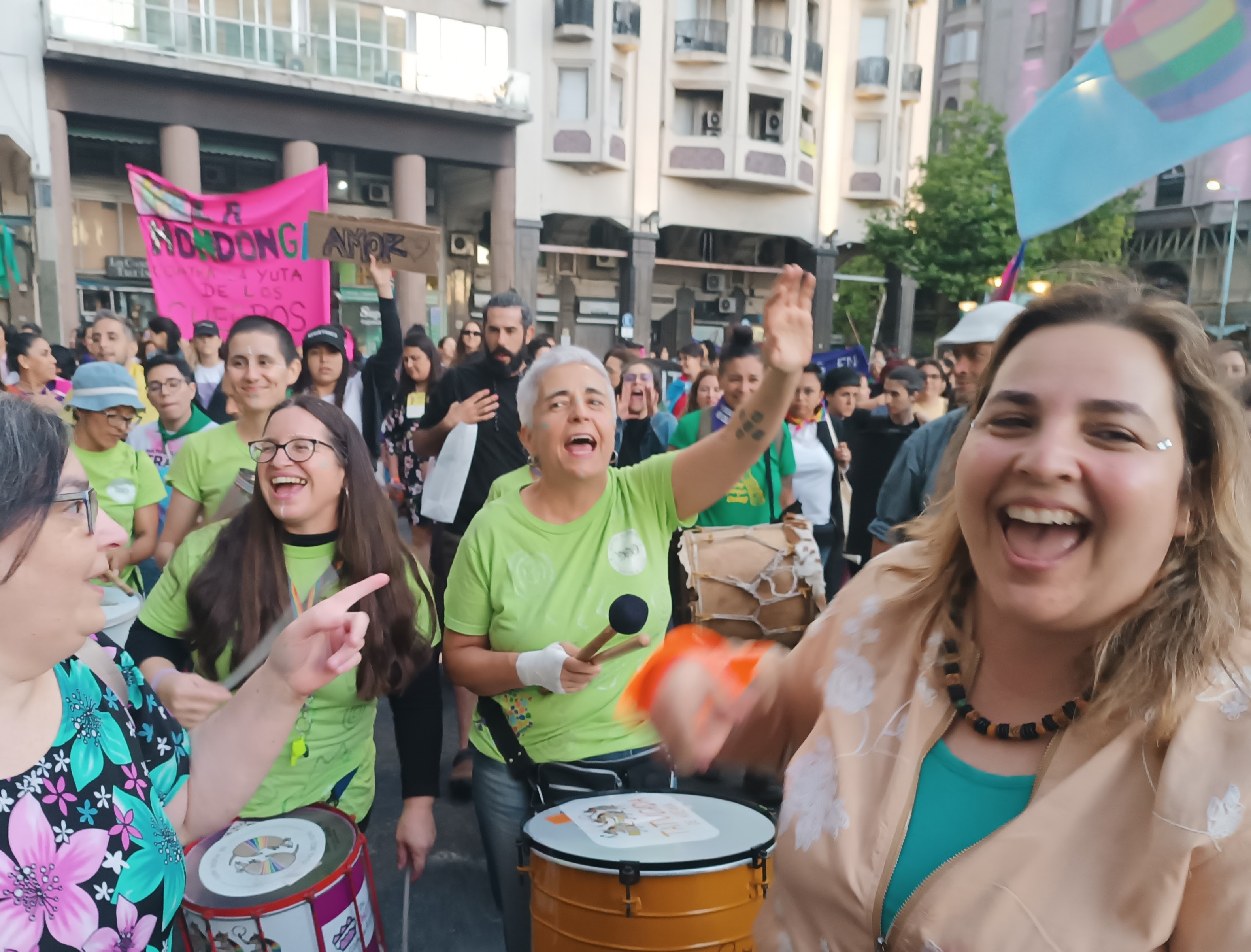
Rosa Posa Guinea, durante la marcha de Venir al Sur, en Montevideo, Uruguay, 2022.

En los años 2007 y 2009 fue Coordinadora General del III y del IV Encuentro Feminista del Paraguay en Encarnación y en San Bernardino respectivamente, con la participación de mil personas.
Es cofundadora de Venir al Sur, encuentro LesBiTransInter Feminista, el cual tuvo su primera edición en 2012 y se realiza cada tres años (1.ª edición en Paraguay, 2.ª edición en Costa Rica, 3.ª edición en México, 4.ª edición Uruguay). Este encuentro aglomera alrededor de 400 personas de la comunidad LGBTIQA+ en cada una de sus ediciones.
Desde 1999 participa de la elaboración del informe de la situación de Derechos Humanos LGTBIQ+ de la Coordinadora de Derechos Humanos de Paraguay (CODEHUPY).

### Obras

#### Publicaciones literarias
En 2006, durante el 5to Coloquio Internacional de Estudios Lésbicos realizado en Toulouse, Francia en abril 2006, escribió 4 relatos en francés titulados Itinéraire corporel du désir lesbien, 4 récits.
En el año 2020 publica el libro de relatos llamado Todas Locas, por la casa editorial Ediciones de la Ura de Paraguay.